# 卡佐代巴
卡佐代巴（法語：Cazaux-Debat）是法国上比利牛斯省的一个市镇，属于巴涅雷德比戈尔区（Bagnères-de-Bigorre）博尔代雷卢龙县（Bordères-Louron）。该市镇总面积1.48平方公里，2009年时的人口为19人。

## 人口
卡佐代巴人口变化图示